# Valentin Vodnik
Valentin Vodnik [valentín vódnik], slovenski duhovnik, frančiškan, pesnik, prevajalec, razsvetljenec, jezikoslovec, učitelj, novinar in urednik, * 3. februar 1758, Ljubljana (takrat Zgornja Šiška, župnija Šentvid), † 8. januar 1819, Ljubljana.

## Življenje
Rodil se je v kmečko obrtniški družini kot prvi od desetih otrok Jožefa Vodnika in Jere Pance. Vodnikova domačija, kjer je preživljal otroška leta, je danes kulturni in etnološki spomenik. Na željo staršev se je začel pri devetih letih učiti branja, pisanja in računanja. Leta 1768 so ga poslali k stricu Marcelu v novomeški frančiškanski samostan, kjer ga je pripravljal za vstop v ljubljansko gimnazijo (1769–1775). V teh letih se je seznanil z Markom Pohlinom.
Po gimnaziji je vstopil v frančiškanski red. Noviciat (čas preizkušnje) je opravljal v Nazarjah, kjer je tudi prejel redovniško obleko in ime Marcelijan. V letih 1776 do 1778 je v novomeški frančiškanski šoli študiral filozofijo, od leta 1778 pa je bival v ljubljanskem frančiškanskem samostanu, kjer je obiskoval študij teologije. Leta 1780 je odšel iz Ljubljane. Kje je bival naslednji dve leti, ni jasno. Zagotovo pa je leta 1782 živel v frančiškanskem samostanu na Trsatu nad Reko. Posvečen je bil leta 1782 na otoku Krku. Istega leta je postal tudi pridigar. Za leto 1783 ni podatkov, domnevajo, da je bil pridigar v Ljubljani. Zapisi v samostanih govorijo o tem, da je čas namenjal dopolnjevanju izobrazbe. Učil se je italijanščine in francoščine. Leta 1784 je zapustil meniški stan in opravljal duhovniški poklic. Služboval je v Sori pri Medvodah, na Bledu, v Ribnici in od leta 1792 na Koprivniku nad Bohinjem. Na Koprivniku je prišel v stik z Žigo Zoisom, ki ga je povabil v svoj razsvetljenski krožek. Pozneje mu je Zois pomagal do premestitve k Šentjakobu v Ljubljani. Leta 1798 je postal učitelj na ljubljanski gimnaziji. Duhovniškemu poklicu se ni popolnoma odpovedal, saj je še vedno maševal in krščeval. Vodnikovo življenje se je spremenilo z ustanovitvijo Ilirskih provinc. Nova francoska oblast je prinesla šolsko reformo, ki je dovoljevala pouk v jeziku dežele. Postal je gimnazijski ravnatelj in nadzornik osnovnih ter obrtnih šol.
Po vrnitvi slovenskega ozemlja Avstriji se je zaradi podpore francoski oblasti njegov položaj poslabšal. Leta 1815 so mu bile prepovedane vse šolske službe. Bil je predčasno upokojen. Umrl je leta 1819 v Ljubljani zaradi možganske kapi. Pokopali so ga na pokopališču sv. Krištofa.

## Delo
Pesniti je začel v gimnaziji pod vplivom Marka Pohlina. Svojemu učitelju »kranjskega pisanja«, kot je zapisal v avtobiografiji, je Vodnik napisal elegijo Mila pesm, ko je ta leta 1775 odšel na Dunaj. Prve pesmi je objavil v Pisanicah. Dve sta izstopali — Zadovolni Krajnc in Klek. Po Pohlinovem odhodu je Vodnik za petnajst let umolknil. K pisanju ga je spet pritegnil Žiga Zois, ki ga je odmaknil od Pohlinove šole in ga usmeril v razsvetljenstvo. Pritegnil ga je k pisanju literarnih, poljudnoznanstvenih, jezikoslovnih in publicističnih del, s področij zemljepisa, gospodarstva, geologije, leposlovja: epigrame (napisi za mesece), uganke ... Vse to je izdal v koledarjih Velika pratika (1795—97)  in Mala pratika (1798—1806), ki jima je bil edini sodelavec in urednik. Veliko časa je Vodnik posvečal prvemu slovenskemu časopisu Lublanske novice (1797—1800). Časopis je urejal in pisal do leta 1799. Novice je povzemal in prevajal iz nemščine, dodajal pa je tudi domača obvestila, večinoma iz Ljubljane in Kranjske. Nato se je posvetil šolskemu delu.
Od ostarelega Blaža Kumerdeja je leta 1796 prevzel slovar. Pri slovarju je začel sodelovati leta 1794 z zbiranjem rudarskega besedišča. V nasprotju s Kumerdejem se je odločil za nemško-slovenski slovar. Napredoval je zelo počasi. Slovar ni nikoli izšel, ohranjen pa je v rokopisu.
Leta 1806 je izdal prvo pesniško zbirko Pesme za pokušino, ki je dolgo veljala za prvo slovensko pesniško zbirko (prvo samostojno slovensko pesniško zbirko je dejansko leta 1801 izdal Pavel Knobl). Vsebuje 17 pesmi. Tudi v zreli dobi je bilo njegovo pesnjenje po količini skromno in po vsebini preprosto. Ob izvirnem pesnjenju je zbiral ljudske pesmi in prevajal. Leta 1809 je izdal zbirko Pesmi za brambovce. Zbirka je prevod avstrijske brambovske poezije.
Njegovo najpomembnejše jezikoslovno delo je slovnica Pismenost ali Gramatika za perve šole (1811). Za predgovorom je bila natisnjena pesem Iliria oživlena, ki je bila glavni vzrok za Vodnikovo odstranitev iz šolstva, ker v njej slavi Napoleona. Slovnici, ki jo je 23. julija 1811 izročil francoski vladi, je priložil posebno nemško pisano spomenico, s katero je dosegel, da so v šole vpeljali slovenščino namesto dalmatinske hrvaščine. V času Ilirskih provinc je začel pisati prve slovenske učbenike za gimnazije in spodbujal rabo slovenskega jezika v šolstvu.
Leta 1817 je napisal pesem Ilirija zveličana, s katero se je želel pobotati z avstrijsko oblastjo, ki ga je predčasno upokojila. Ob Zadovolnem Krajncu in Dramilu je ena najpomembnejših tudi pesem Moj spomenik. Od kitičnih oblik je najpogosteje uporabljal alpski poskočnici v številnih variantah. Šteje tudi med začetnike slovenske proze, kajti prevajal in pisal je šaljive anekdote. Velik pomen ima v razvijanju publicističnih, poljudnoznanstvenih in učbeniških oblik. Velja za prvega slovenskega novinarja, urednika in pisca šolskih učbenikov. Zanimal se je za arheologijo, numizmatiko, rudarstvo, železarstvo, botaniko in ornitologijo.  

### Planinska poezija
Valentin Vodnik velja za začetnika planinske poezije na Slovenskem; navdih je našel predvsem v obiskovanju gorskega sveta. Tako je leta 1794, v času kaplanovanja na Koprivniku, potoval na Kredarico. Za pot med Koprivnikom in Velim poljem je potreboval devet ur. Čez Steriščico med Krmo in Triglavom pa se je povzel na Kredarico.  Leto kasneje se je v alpskem svetu znašel dvakrat, vodil je namreč Zoisovo odpravo na Triglav. Z grofom Francem Hohenwartom in duhovnikom Jožefom Pinhakom, ki ju je pričakal na Javorniku, se je vzpel na Belščico, Veliki in Mali Stol; preko Bohinjske Bistrice pa so se odpravili do izvira Bistrice. Zaradi obveznosti v fari se je Vodnik vrnil na Koprivnik za dva dni, 17. 8. 1795 pa so se odpravili k slapu Savica, na planino Dedno polje ter Ovčarijo. Po obisku pri Karlu Zoisu sta se Pinhak in Vodnik 20. avgusta povzpela proti Triglavu. V spomin na odpravo je nastala oda Vršac, ki velja za odo slovenskemu gorskemu svetu. V njej je najverjetneje opeval 2194 metrov visok Vršac pri Kanjavcu, ki se posledično imenuje Vodnikov Vršac. Po zaslugi Zoisa in Vodnika se je Triglav pričel dojemati kot simbol slovenstva. Iz njunega dopisovanja je vidno, da je Valentin Vodnik pripomogel k nastanku Zoisovega popisa vseh pristopov in smeri na Triglav od leta 1775 do leta 1795. Zois je namreč imel natančne skice Triglava in je na njih lahko označeval, kateri vzponi so bili že opravljeni.

### Pesmi
- Pesme za pokušino (zbirka, 1806) (COBISS)
- Pesmi za brambovce (zbirka, prevodi avstrijskih patriotičnih pesmi zoper Napoleona, 1809) (COBISS)
- Pesme (zbirka izdana po smrti, 1840) (COBISS)

### Poučna proza
- Popisuvanje Krajnske dežele (Velika pratika, 1795) (COBISS)
- Povedanje od slovenskiga jezika (prvi večji prerodni tekst v slovenščini, Lublanske novice, 1797—1798) (COBISS)
- Kuharske bukve (nemški prevod, izviren predgovor, 1799) (COBISS)
- Babištvo ali Porodničarski Vuk za Babice (prevod, 1818) (COBISS)

### Šolske knjige
- Geschichte des Herzogthumus Krain, des Gebiebthes von Trieste und der Grafschaft Görz (1809) (COBISS)
- Abeceda za perve šole (1811) (COBISS)
- Pismenost ali gramatika za perve šole (z odo Ilirija oživljena, 1811) (COBISS)
- Početki gramatike to je Pismenosti Franzoske gospoda Lhomonda ...: sa latinske franzoske shole v' Illirii (1811) (COBISS)
- Keršanski navuk za Illirske dežele vzét iz Katehizma za vse cerkve Francozkiga Cesarstva (1811) (COBISS)
- Abeceda ali Azbuka (1812) (COBISS)
- Slowenisches Wörterbuch — Slovensek Besednjak (slovar je ostal v rokopisu, 1813)
- Vodnikova Krajnska pismenost okrajšana za male šole (1847) (COBISS)

## Poimenovanja
Po njem se imenuje tudi:
- Kulturno umetniško društvo Vodnikova domačija  Arhivirano 2012-04-01 na Wayback Machine.,
- Kulturno društvo Valentina Vodnika, Koprivnik v Bohinju,
- Smučarsko društvo Valentin Vodnik,
- Vodnikov trg, Ljubljana; Vodnikov trg, Maribor; Vodnikov trg, Piran,
- Vodnikova cesta, Bohinjska Bistrica; Vodnikova cesta, Grosuplje; Vodnikova cesta, Ljubljana; Vodnikova cesta, Ribnica; Vodnikova cesta, Šoštanj; Vodnikova cesta, Velenje,
- Vodnikov razglednik,
- Vodnikov Vršac,
- Osnovna šola Valentina Vodnika, Ljubljana
- Vodnikov dom na Velem polju,
- Ulica Valentina Vodnika, Novi Sad, Srbija.
- Ulica Valentina Vodnika, Zagreb, Hrvaška
- Slovensko kulturno društvo Valentina Vodnika, Dolina (Trst, Italija)